# Iceweasel
Iceweasel is een webbrowser ontwikkeld door de Debian-gemeenschap die bijna identiek is aan Mozilla Firefox, maar die geen gebruik maakt van Mozilla-iconen, die beschermd zijn door Mozilla Foundation als handelsmerk. De browser is beschikbaar voor Linux.

## Functies
- Zoeken in webpagina's
- Ondersteuning voor CSS 2.1 en 3 en HTML 4.01 en HTML5
- Navigeren door middel van tabbladen
- RSS-feeds lezen
- Add-ons om Iceweasel uit te breiden
- Thema's, om het uiterlijk van de browser te veranderen